# Lennart Atterwall
Lennart Atterwall   (Perstorp, 26 de març de 1911 - Sjöbo, 23 d'abril de 2001) va ser un atleta suec, especialista en el llançament de javelina, que va competir durant les dècades de 1930 i 1940.
El 1936 va prendre part en els Jocs Olímpics de Berlín, on fou quart en la prova del llançament de javelina del programa d'atletisme.
En el seu palmarès destaquen una medalla d'or en la prova del llançament de javelina al Campionat d'Europa d'atletisme de 1946, i deu campionats nacionals, vuit de javelina, un de pentatló i un de decatló, entre 1934 i 1947. Entre 1936 i 1951 va posseir el rècord nacional de javelina.

## Millors marques
- llançament de javelina. 75,10 (1937)[1][5]